# Балтина
Балтина (латыш. Baltiņa) — село в Краславском крае Латвии. Входит в состав Калниешской волости. По данным на 2017 год в селе проживало 8 человек.

## Общая физико-географическая характеристика
Географическое положение
По автомобильным дорогам расстояние до волостного центра — села Калниеши — составляет 9 км, до краевого центра — города Краслава — 9 км.

## Население
| 2002 | 2009 | 2021 |
| ---- | ---- | ---- |
| 15   | ▼11  | ▼8   |